# Owen T. Carroll Field
Le Owen T. Carroll Field, est un stade omnisports américain, principalement utilisé pour le baseball et le soccer, situé dans la ville de South Orange, dans le New Jersey.
Le stade, doté de 1 800 places et inauguré en 1907, appartient à l'Université Seton Hall et sert d'enceinte à domicile à l'équipe universitaire des Pirates de Seton Hall (pour le baseball et le soccer).

## Histoire
Le stade, ouvert en 1907, porte le nom d'Ownie Carroll, entraîneur de la section baseball de l'équipe universitaire des Pirates de Seton Hall.
En 2006, le stade est rénové pour la somme de 6.5 millions $, incluant un nouveau gazon synthétique de type Field Turf ainsi qu'un nouveau système d'éclairage.
En juin 2010, la surface du Field Turf est à nouveau changée, et en 2013, un nouveau tableau de score est installé.